# Partula tohiveana
Partula tohiveana – gatunek lądowego ślimaka trzonkoocznego z rodziny Partulidae. Występował endemicznie na wyspie Moorea w Polinezji Francuskiej. Wyginął na wolności wskutek introdukcji inwazyjnego gatunku Euglandina rosea, który pojawił się na wyspie w 1977 roku. Podczas rozległych badań przeprowadzonych w latach 80. XX wieku i 2005 roku nie odnaleziono żadnych żywych osobników. W 2016 roku rozpoczęto próby reintrodukcji gatunku.